# 작은사냥개박쥐속
작은사냥개박쥐속(Chaerephon)은 큰귀박쥐과에 속하는 박쥐 속의 하나이다. 20종으로 이루어져 있다. 분자생물학적 연구에 의하면, 작은사냥개박쥐속(Chaerephon)과 큰사냥개박쥐속(Mops), 큰귀박쥐속(Tadarida)은 단계통군이 아니다. 마다가스카르섬의 붉은자유꼬리박쥐(C. jobimena)의 근연종은 아프리카와 동남아시아에서 발견되는 멕시코자유꼬리박쥐(Tadarida brasiliensis)로 약 980만년 전에 하나의 계통군을 형성한 것으로 간주해 왔다. 그러나 작은사냥개박쥐속에 붉은자유꼬리박쥐(C. jobimena)를 제외하고, 큰사냥개박쥐속(Mops)을 추가하여 단계통군을 형성한다는 것을 발견했다.

## 하위 종
| - 아브루치공작자유꼬리박쥐 (C. aloysiisabaudiae) - 안소르게자유꼬리박쥐 (C. ansorgei) - 마다가스카르자유꼬리박쥐 (C. atsinanana) - 꼬리샘자유꼬리박쥐 (C. bemmeleni) - 얼룩자유꼬리박쥐 (C. bivittatus) - 피지사냥개박쥐 (C. bregullae) - 채핀자유꼬리박쥐 (C. chapini) - 갤러거자유꼬리박쥐 (C. gallagheri) - 북부사냥개박쥐 (C. jobensis) - 붉은자유꼬리박쥐 (C. jobimena) | - 다토델드룸박쥐 (C. johorensis) - 그랑디디에자유꼬리박쥐 (C. leucogaster) - 주름귀자유꼬리박쥐 (C. major) - 나이지리아자유꼬리박쥐 (C. nigeriae) - 주름입술자유꼬리박쥐 (C. plicatus) - 작은자유꼬리박쥐 (C. pumilus) - 황갈색자유꼬리박쥐 (C. russatus) - 쇼트리지자유꼬리박쥐 (C. shortridgei) - 솔로몬사냥개박쥐 (C. solomonis) - 상투메자유꼬리박쥐 (C. tomensis) |